# Deion Sanders
Deion Luwynn Sanders (ur. 9 sierpnia 1967 w Fort Myers na Florydzie) - były amerykański futbolista i baseballista, pracujący obecnie jako sprawozdawca i analityk w stacji telewizyjnej NFL Network. Członek Futbolowej Galerii Sławy.
Sanders zasłynął w amerykańskim sporcie zawodowym jako gracz, który z powodzeniem dzielił obowiązki pomiędzy NFL i MLB. W latach 1989–2005 występował w 5 klubach NFL, zdobywając 2 tytuły mistrzowskie z San Francisco 49ers (1995) i Dallas Cowboys (1996), a jako baseballista (lata 1989-2001) występował w 4 klubach MLB, dochodząc z Atlanta Braves do finału ligi (1992). Jest jedynym zawodnikiem w historii, który wystąpił w finałach obu lig.